# Edward Zenteno
Edward Mauro Zenteno Álvarez (Cochabamba, 5 de diciembre de 1984) es un exfutbolista boliviano que se desempeñó como defensa central.

## Trayectoria

### Sanción por dopaje
El 14 de febrero de 2018, después de un partido por Copa Libertadores 2018 entre Jorge Wilstermann y el Vasco da Gama, Zenteno había resultado positivo por Higenamina, un suplemento utilizado para perder grasa. El Tribunal de Disciplina de la Commebol lo sancionó con un año sin poder jugar ni un solo partido.

## Selección nacional
Ha sido internacional con la selección de Bolivia en 36 partidos, sin marcar goles. Ha jugado con su selección la Copa América 2015 y la Copa América Centenario.

## Clubes
| Club              | País    | Año         |
| ----------------- | ------- | ----------- |
| Jorge Wilstermann | Bolivia | 2003 - 2006 |
| The Strongest     | Bolivia | 2006        |
| Aurora            | Bolivia | 2007 - 2012 |
| Jorge Wilstermann | Bolivia | 2012 - 2020 |
| Aurora            | Bolivia | 2021 - 2022 |
| Real Mizque       | Bolivia | 2023        |

## Palmarés

### Títulos nacionales
| Título           | Club              | Año           |
| ---------------- | ----------------- | ------------- |
| Primera División | Aurora            | Clausura 2008 |
| Primera División | Jorge Wilstermann | Clausura 2016 |
| Primera División | Jorge Wilstermann | Apertura 2018 |
| Primera División | Jorge Wilstermann | Clausura 2019 |

## Vida personal
Edward es el cuarto de seis hermanos, de los cuáles su hermano mayor, Edson también fue futbolista.